# 中津明神山
中津明神山（なかつみょうじんさん）は、四国山地西部に属する山である。中津山（なかつさん）あるいは明神山（みょうじんさん）とも呼ばれ、国土地理院の地形図には中津山（明神山）と表記されている。麓の中津の神様（明神）が山名の由来であるとされている。

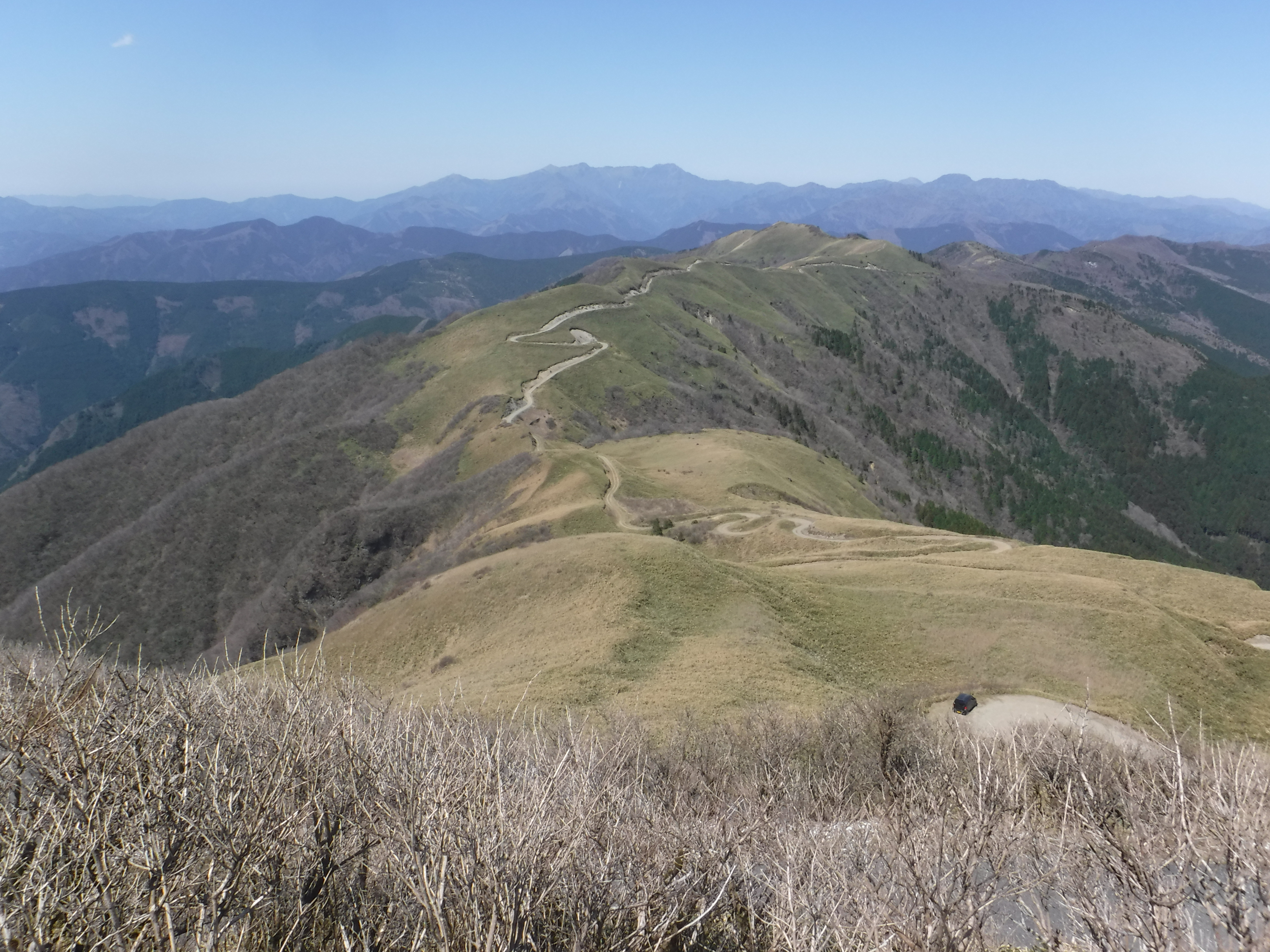
中津明神山から連なる稜線
中央遠方には石鎚山を望む

## 概要
四国百名山に選定されており、仁淀川を挟んで大川嶺と対峙し膨大な山容を呈している。登り口には中津渓谷があり、中津渓谷県立自然公園に指定されている。5kmほど県道を進むと中津渓谷キャンプ場がある。山腹はブナおよびミズナラなどの雑木林に覆われる。中腹にはかつてスキー場として開発された広場があり、2017年現在は吾川スカイパークとしてエアロスポーツの着陸場になっている。高度1,300m付近を過ぎると森林限界を超え、一面の笹原となり、ダイセンミツバツツジやコツクバネウツギなどの低木が見られる。
山頂手前より稜線に沿って登山道が整備されており、オフロードカーやMTBなどを楽しむことができる。またパラグライダーの離陸場も整備されている。山頂には祠があり、一等三角点「中津明神山」が設置されている。また国土交通省の雨量観測所があり、大型のレーダードームが設置されている。山頂からは間近に大川嶺、石鎚山脈、天狗高原、鳥型山および大野ヶ原、さらに剣山地など四国山地の主な山々を望む。

## 登山ルート
高知県道363号中津公園線が山頂まで通じており、狭路ではあるが自動車で山頂まで登ることが出来る。愛媛県側の稲村および中津からは古くからの登山道がある。

## ギャラリー

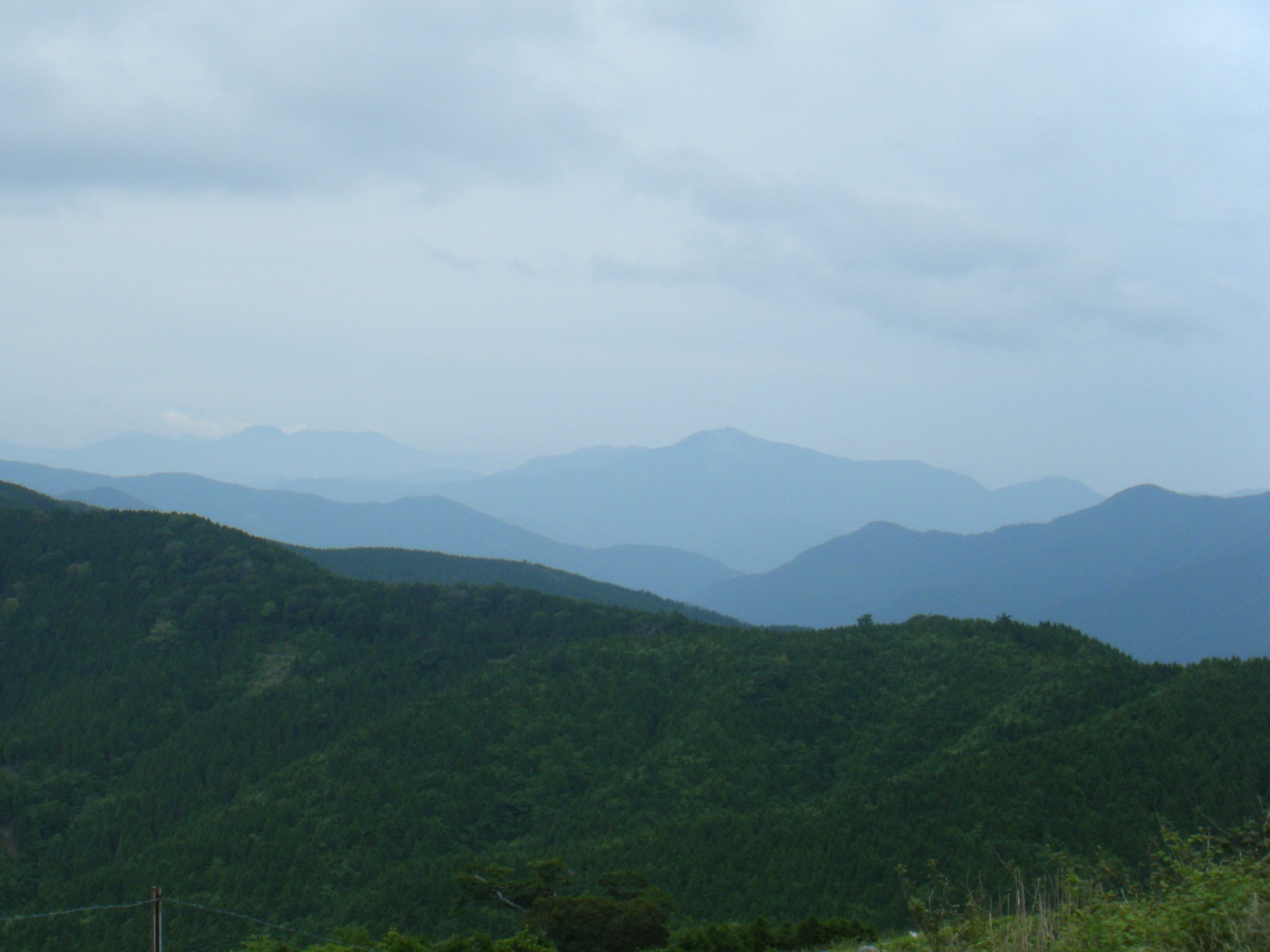
四国カルストから望む中津明神山
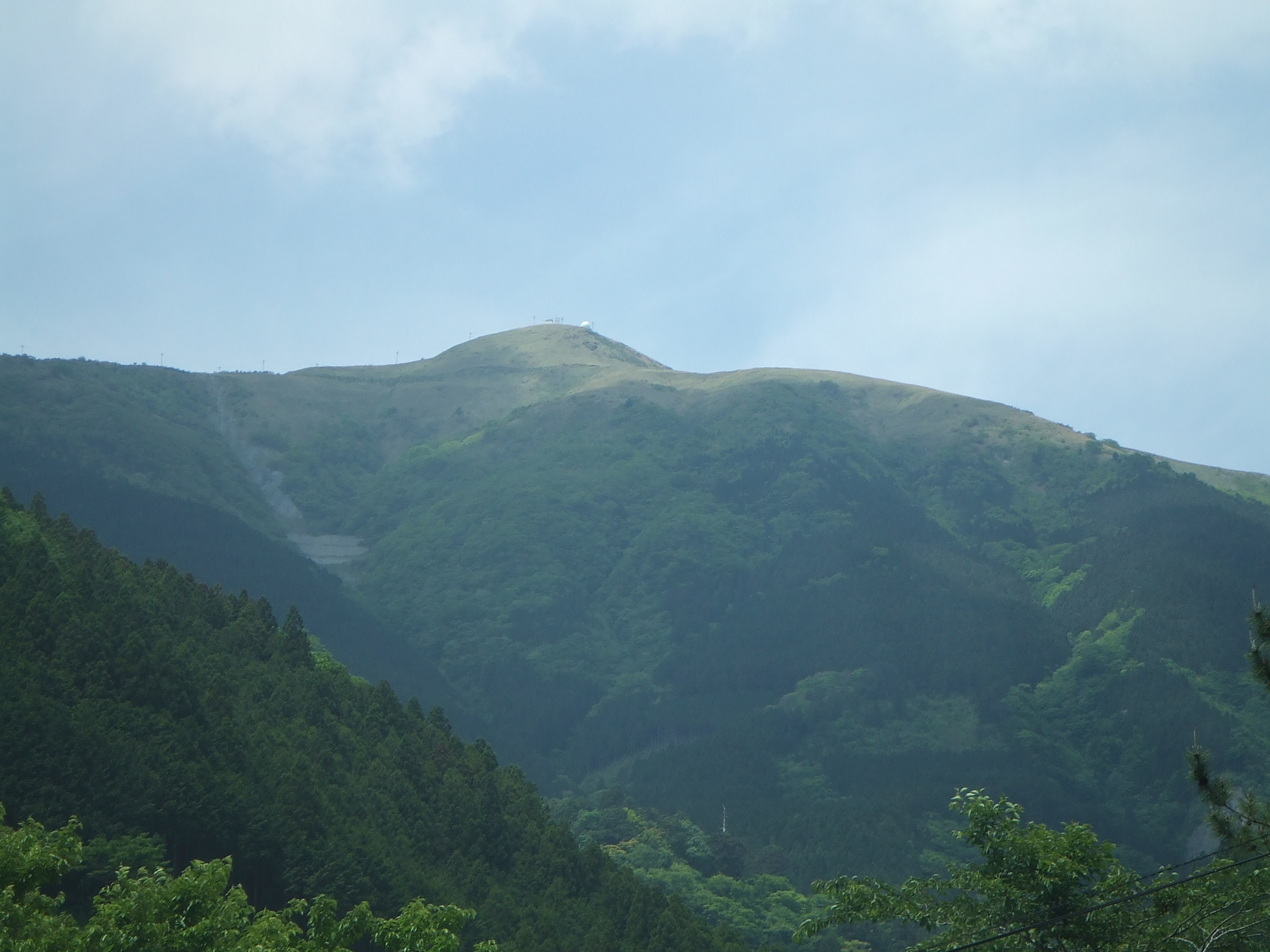
中腹から山頂を望む
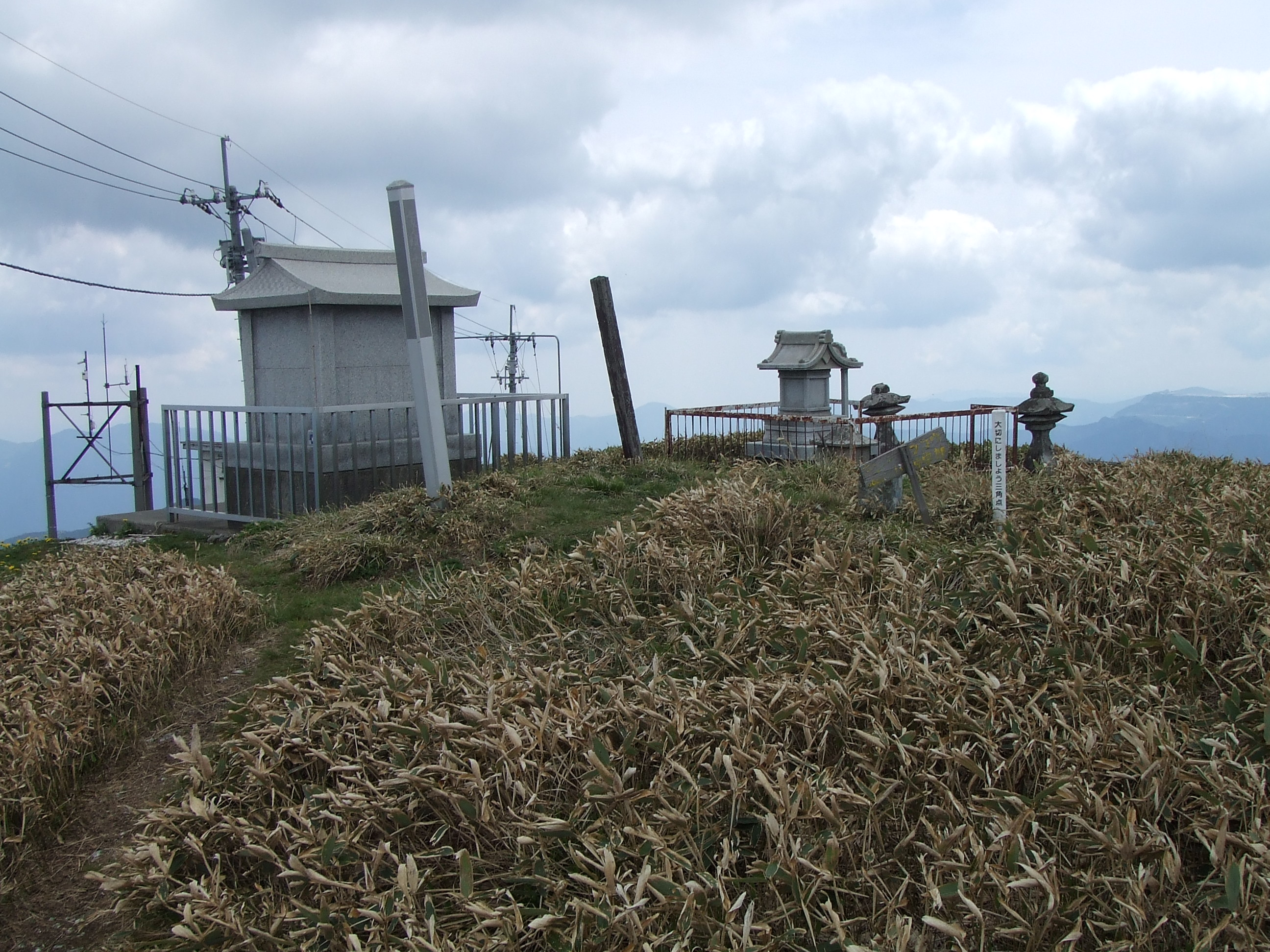
頂上